# Gavarret-sur-Aulouste
Gavarret-sur-Aulouste è un comune francese di 137 abitanti situato nel dipartimento del Gers nella regione dell'Occitania.

## Società

### Evoluzione demografica
Abitanti censiti